# ムブレロ・マビゼラ
ムブレロ・オールドジョン・マビゼラ（Mbulelo Oldjohn Mabizela, 1980年9月16日 - ）は、南アフリカ共和国・ピーターマリッツバーグ出身の元サッカー選手。元南アフリカ代表。ポジションはディフェンダー(CB)、ミッドフィールダー(DMF)。

## クラブ経歴
南アフリカリーグのオーランド・パイレーツFCでプレーし、サッカー南アフリカ共和国代表でキャプテンを務めるなど活躍を見せていたマビゼラは、2003年8月にプレミアリーグのトッテナム・ホットスパーFCに引き抜かれた。
トッテナム・ホットスパーFCでのデビュー戦となった2003年10月19日のレスター・シティFC戦でデビュー戦ゴールを記録。しかしトッテナムでは練習に頻繁に遅刻するなど、素行の悪さが目立ったのもあって出場機会は少なく、2年間で7試合の出場にとどまった。
ノルウェー1部リーグのヴォレレンガ・フォトバルを経たのち、母国に復帰。チームを転々とし、2016年に現役を引退した。

## 代表経歴
2001年から南アフリカ代表に選出され、45試合に出場した。しかし、2008年以降は招集されず、母国で開催された2010 FIFAワールドカップのメンバーには選ばれなかった。